# 三叶鹿药
三叶鹿药（学名：Maianthemum trifolium）是天门冬科舞鹤草属的植物。分布于俄罗斯以及中国大陆的吉林、黑龙江等地，生长于海拔400米至700米的地区，多生长于林下，目前尚未由人工引种栽培。